# Palermo

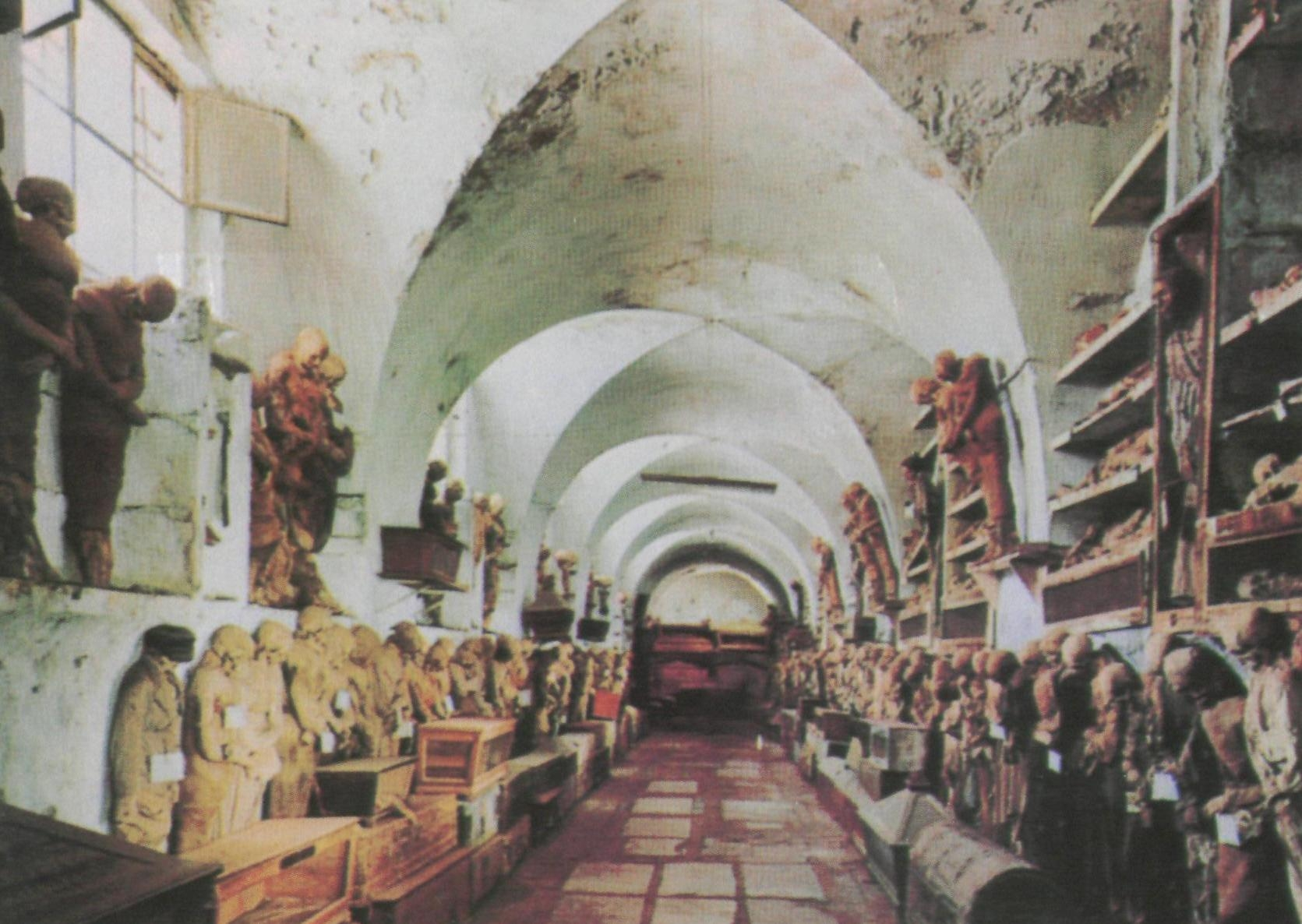
Katakumby Kapucynów w Palermo

Palermo (wł. Palermo, sycyl. Palermu lub Paliemmu w dialekcie palermiańskim, gr. Πάνορμος) – miasto i gmina we Włoszech, w regionie Sycylia, w prowincji Palermo. Panormos powstało już w starożytności, jako kolonia fenicka. Według danych na rok 2009 gminę zamieszkiwało 657 936 osób, 4140,6 os./km².
Palermo jest kulturalną, gospodarczą i turystyczną stolicą Sycylii. To główne sycylijskie centrum przemysłowe i handlowe. Główne gałęzie gospodarki to turystyka, usługi, handel i rolnictwo. Palermo obecnie posiada międzynarodowe lotnisko. Drugie lotnisko, głównie dla obsługi tanich linii znajduje się w pobliżu Trapani.

## Historia
Miasto powstało jako Panormos (grec.), kolonia fenicka. Od V wieku p.n.e. miasto kartagińskie, a od 254 p.n.e. rzymskie. Palermo zostało w V wieku opanowane przez Wandalów, Gotów, w 535 przez Bizancjum. W roku 831 znalazło się pod panowaniem Arabów. W X wieku osadzeni tu zostali piraci Saqaliba (słowiańscy), którzy w latach 928/9 u wybrzeży Maghrebu i Sycylii wspólnie z Arabami na 30 statkach przez szereg kolejnych lat łupili Genuę oraz wybrzeża Kalabrii i Sardynii. Po zakończeniu owego procederu osiedlić się mieli w Palermo, w tej części miasta, która nazywa się Harat as-Saqaliba.
W 1072 wyspę opanowali Normanowie, a w Boże Narodzenie 1130 Roger II został koronowany przez antypapieża Anakleta II w tutejszej katedrze. Panowanie Normanów zakończyło się w 1194 po bezpotomnej śmierci wnuka Rogera Wilhelma II Dobrego i tron sycylijski drogą sukcesji trafił do  Hohenstaufów a później do Andegawenów.
Palermo było centrum kulturowym królestwa Sycylii. W 1239 roku w dzielnicy Saqaliba zamieszkali Żydzi z północnej Afryki. W 1282 doszło do antyfrancuskiego powstania (tzw. Nieszpory sycylijskie), które oddało miasto pod rządy aragońskie i potem hiszpańskie.
Palermo podupadało aż do utworzenia w czasie rewolucji (1848-49) tymczasowego rządu. Sytuacja miasta poprawiła się po 1860 gdy doszło do zjednoczenia Włoch.

## Zabytki
Główne zabytki Palermo to pozostałości murów rzymskich, punickiej nekropolii, pałac królewski zwany Pałacem Normanów wzniesiony w XI wieku przez Normanów na ruinach zamku arabskiego, wewnątrz którego znajduje się słynna Cappella Palatina z XII wieku, arabsko-bizantyjskie sklepienie stalaktytowe, mozaiki z XII wieku. Inną historyczną budowlą miasta jest katedra S. Rosalia ozdobiona mozaikami (XII w.), posiadająca we wnętrzu grobowce królów. Znajduje się tu również romańskie kościoły San Cataldo i San Giovanni degli Eremiti, S. Giovanni dei Lebrossi, della Martorana, del Vespro oraz pałace Zisa i Cuba i most Ponte dell’Ammiraglio z XII wieku.
Kościoły w stylu gotyckim: S. Agostino (XIV w.), della Gancia, delle Ree Pentife i della Catena. Z tego okresu pochodzą też pałace Chiaromonte, Sclafani, Pietratagliata, Abbatelli, Aiutamicristo i Marchesi.
Styl renesansowy reprezentują kościoły S. Maria dei Miracoli, S. Giovanni di Napoletani, S. Gorgio dei Genovesi i pałace Scavuzzo, Fieravecchia.
Zabudowa barokowa reprezentowana jest przez kościoły S. Matteo, S. Giuseppe, del Gesù, S. Domenico, S. Teresa, del Salvatore i del Olivella. Barokową architekturę reprezentują też kamienice narożne tworzące Quattro Canti.
Z zabudowy XIX-wiecznej na uwagę zasługują monumentalne budowle: teatr miejski Politeama oraz klasycystyczno-neorenesansowy gmach opery Teatro Massimo.
Ogród botaniczny w Palermo (wł. Orto botanico di Palermo), założony w XVIII w., zajmuje obecnie 10 ha i jest największym ogrodem we Włoszech.

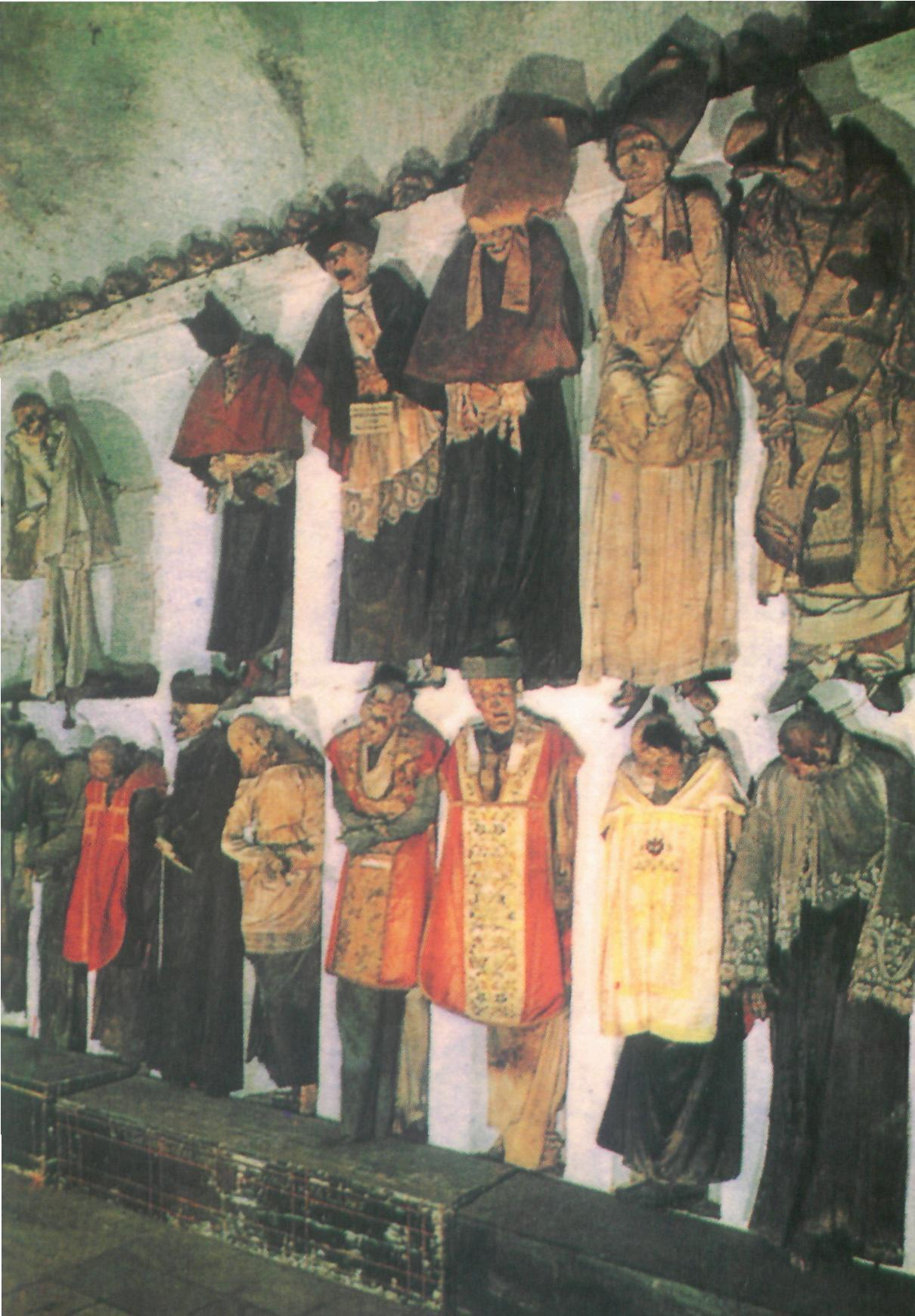
Mumie prałatów w Katakumbach Kapucynów

## Klimat
Palermo znajduje się w strefie klimatu subtropikalnego typu śródziemnomorskiego, z bardzo łagodnymi zimami i długimi ciepłymi, częściowo gorącymi latami. Średnia roczna temperatura wynosi 22 °C w dzień i 15 °C w nocy.
Średnia temperatura dwóch miesięcy zimowych – stycznia i lutego wynosi około 15 °C w dzień i 9 °C w nocy a średnia temperatura morza wynosi 14–15 °C. Opady śniegu, jak i mróz, nie występują. Średnia temperatura sześciu miesięcy letnich, od maja do października wynosi 27 °C w dzień i 19 °C w nocy. W okresie od czerwca do października średnia temperatura morza przekracza 20 °C, w sierpniu wynosi 26 °C. Kwiecień i listopad mają charakter przejściowy pomiędzy wiosną/jesienią a latem, ze średnią temperaturą wokół 19 °C w ciągu dnia i 12 °C podczas nocy, natomiast marzec i listopad mają również charakter przejściowy pomiędzy wiosną/jesienią a zimą, ze średnią temperaturą wokół 16 °C w ciągu dnia i 10 °C podczas nocy. Palermo ma 80 dni deszczowych rocznie (≥1 mm), od około 1 dnia deszczowego w lipcu do 12 dni deszczowych w grudniu. Palermo, jak i reszta Sycylii, jest jednym z niewielu miejsc w Europie, gdzie zielono jest przez cały rok.
| Miesiąc                          | Sty  | Lut  | Mar  | Kwi  | Maj  | Cze  | Lip  | Sie  | Wrz  | Paź  | Lis  | Gru  | Roczna |
| -------------------------------- | ---- | ---- | ---- | ---- | ---- | ---- | ---- | ---- | ---- | ---- | ---- | ---- | ------ |
| Średnie temperatury w dzień [°C] | 14.7 | 14.5 | 16.4 | 18.7 | 23.3 | 27.2 | 29.8 | 30.5 | 27.5 | 23.5 | 19.0 | 15.8 | 21,8   |
| Średnie dobowe temperatury [°C]  | 11.8 | 11.5 | 13.0 | 15.1 | 19.3 | 23.2 | 25.8 | 26.6 | 23.8 | 20.1 | 16.0 | 13.0 | 18,3   |
| Średnie temperatury w nocy [°C]  | 8.9  | 8.5  | 9.6  | 11.4 | 15.3 | 19.2 | 21.7 | 22.7 | 20.1 | 16.7 | 12.9 | 10.2 | 14,8   |
| Opady [mm]                       | 97.5 | 110  | 78.2 | 65.1 | 36.2 | 17.9 | 6.7  | 31.8 | 65.3 | 106  | 118  | 124  | 855    |
| Średnia liczba dni z opadami     | 9.0  | 9.6  | 8.7  | 8.6  | 4.1  | 1.9  | 1.2  | 2.4  | 5.4  | 8.2  | 10.4 | 12.0 | 81,5   |
| Źródło: Servizio Meteorologico   |      |      |      |      |      |      |      |      |      |      |      |      |        |

| Sty  | Lut  | Mar  | Kwi  | Maj  | Cze  | Lip  | Sie  | Wrz  | Paź  | Lis  | Gru  | Rok  |
| ---- | ---- | ---- | ---- | ---- | ---- | ---- | ---- | ---- | ---- | ---- | ---- | ---- |
| 15,1 | 14,3 | 14,6 | 15,8 | 18,7 | 23,1 | 25,7 | 26,3 | 25,1 | 22,3 | 19,9 | 16,7 | 19,8 |

## Demografia
Miasto zamieszkuje około 670 tys. osób. Populacja aglomeracji Palermo jest szacowana przez Eurostat na 855 255 mieszkańców, podczas gdy zespół miejski Palermo jest piątym najbardziej zaludnionym zespołem miejskim we Włoszech i mieszka w nim około 1,2 mln ludzi. Mieszkańcy Palermo mówią językiem włoskim i sycylijskim.
W 2007 roku 47,6% mieszkańców Palermo stanowili mężczyźni, a 52,4% – kobiety. Osoby niepełnoletnie stanowiły 21,64% populacji, a emeryci – 16,54% populacji. Wiek przeciętnego mieszkańca Palermo wynosił 37 lat. Pomiędzy rokiem 2002 a 2007 populacja Palermo zmniejszyła się o 2,92%. Przyczyną tego spadku jest ucieczka mieszkańców Palermo do terenów podmiejskich i północnych Włoch. Obecny współczynnik urodzeń w Palermo wynosi 10,75 urodzeń na 1000 mieszkańców.

## Transport
Największą stacją kolejową miasta jest stacja Palermo Centrale, z której wybiegają linie Palermo – Mesyna, Palermo – Katania oraz do Trapani oraz Agrigento. Pozostałe stacje to Palermo Brancaccio, Palermo Cardillo-Zen, Palermo Notarbartolo, Palermo Federico, Palermo Fiera, Palermo Francia, Palermo Giachery, Palermo Palazzo Reale-Orleans, Palermo San Lorenzo Colli, Palermo Tommaso Natale, Palermo Vespri oraz znajdujący się w dzielnicy Roccella-Acqua dei Corsari przystanek Roccella, otwarty 21 grudnia 2014 na liniach Palermo – Mesyna i Palermo – Katania.
Miejscowe lotnisko „Falcone-Borsellino” połączone jest z miastem pociągami firmy Trinacria Express.

## Sport
W latach 1990–2013 rozgrywany był tutaj kobiecy turniej tenisowy cyklu WTA Tour, Italiacom Open.
W mieście działa też klub piłkarski US Palermo.

## Miasta partnerskie
- Kolumbia: US Palermo
- Tunezja: Bizerta
- Demokratyczna Republika Konga: Bukavu
- Chińska Republika Ludowa: Chengdu
- Rumunia: Timișoara
- Polska: Gdańsk
- Stany Zjednoczone: Miami
- Kanada: Monterey Park
- Kuba: Santiago de Cuba
- Gruzja: Tbilisi
- Rosja: Jarosław

## Galeria zdjęć

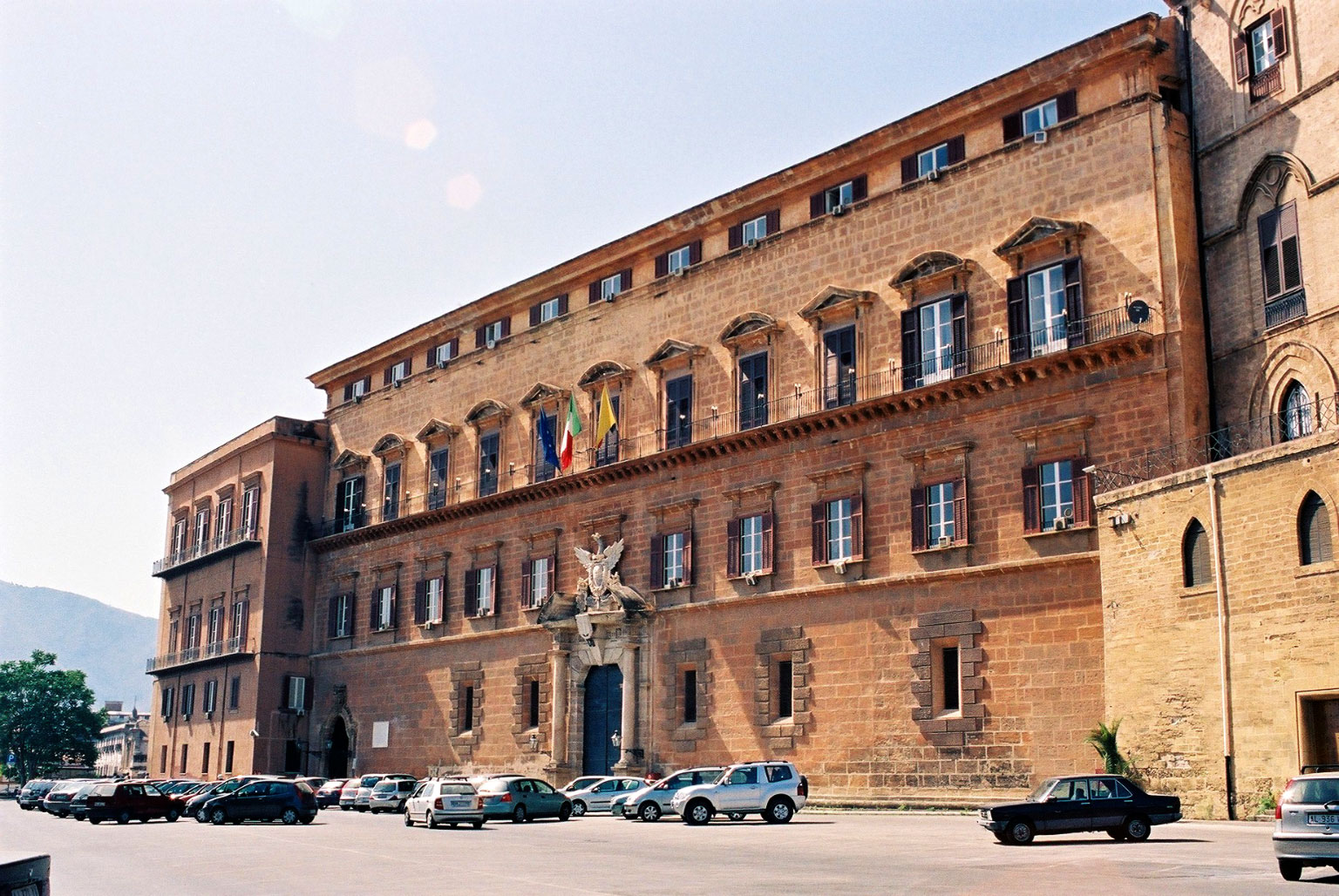
Pałac królewski, skrzydło renesansowe
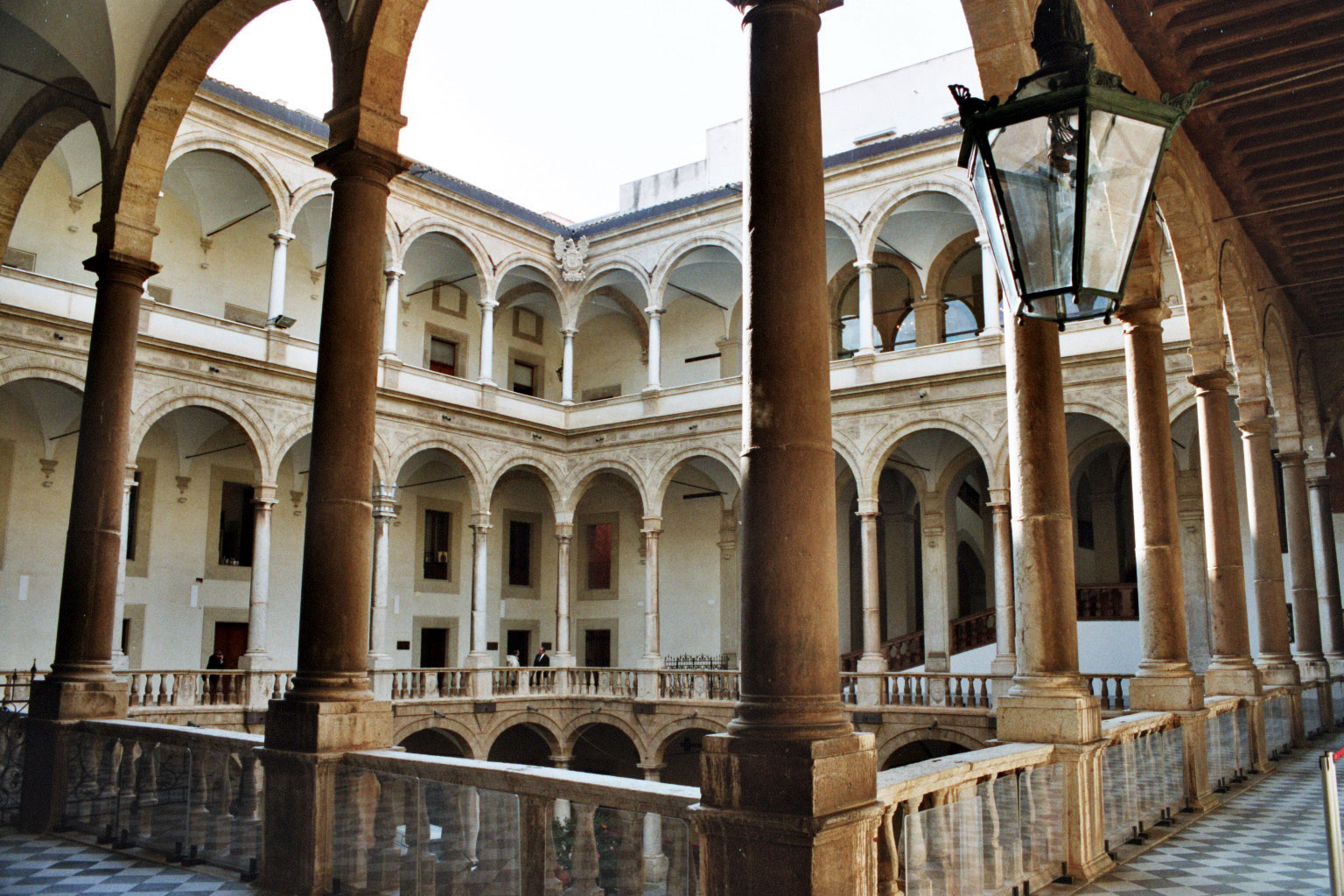
Pałac królewski, arkady
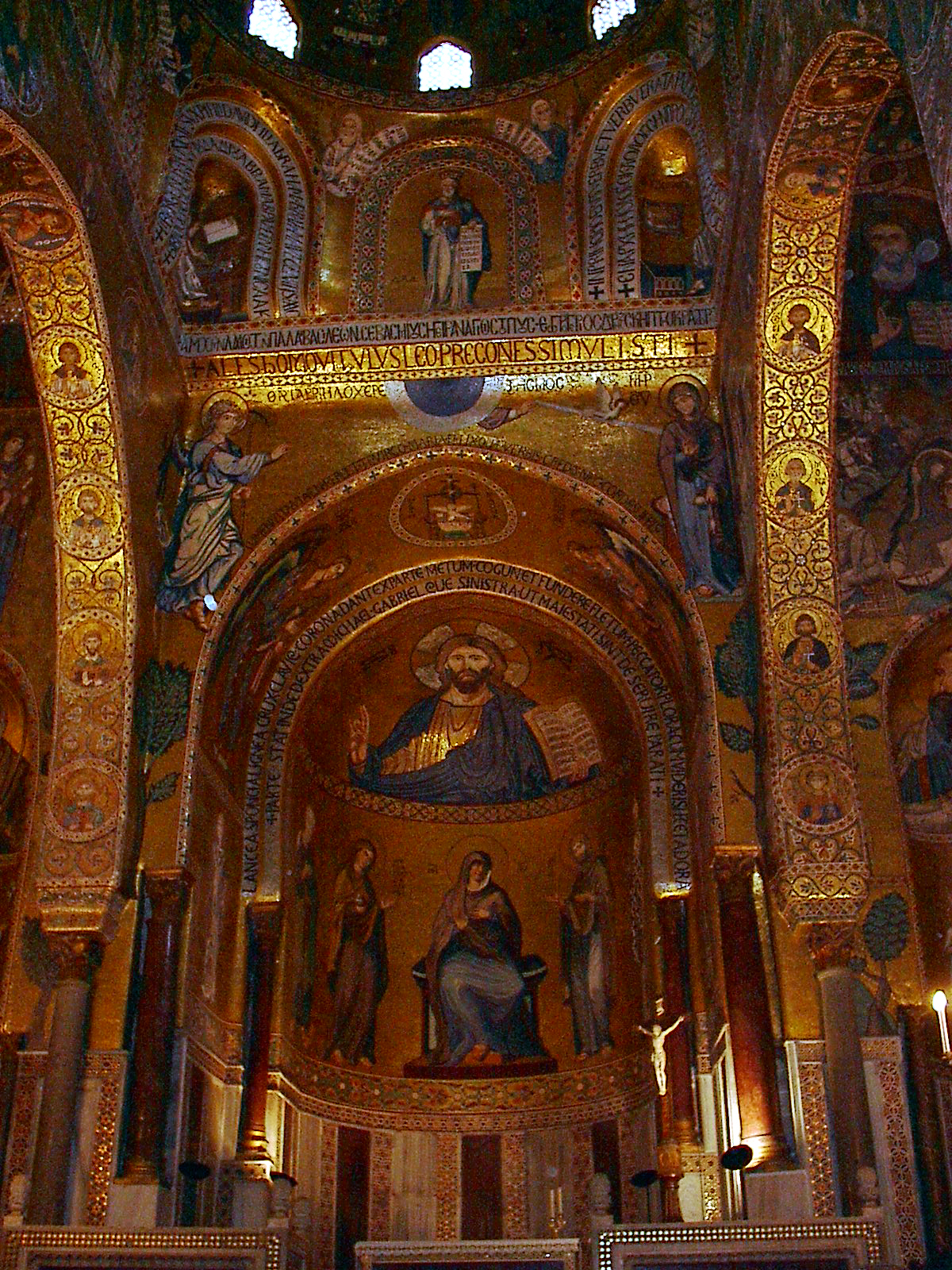
Cappella Palatina
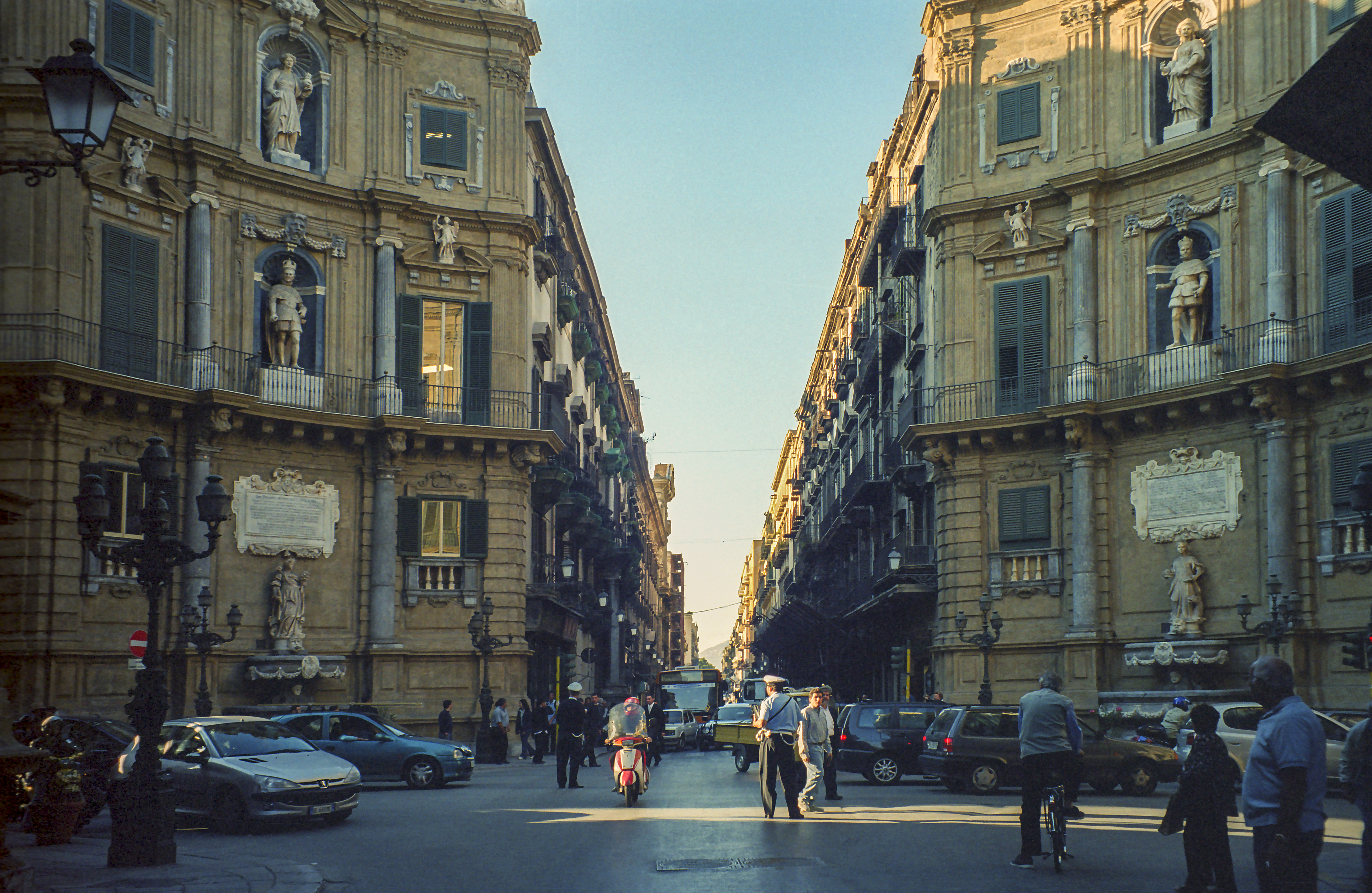
Quattro Canti
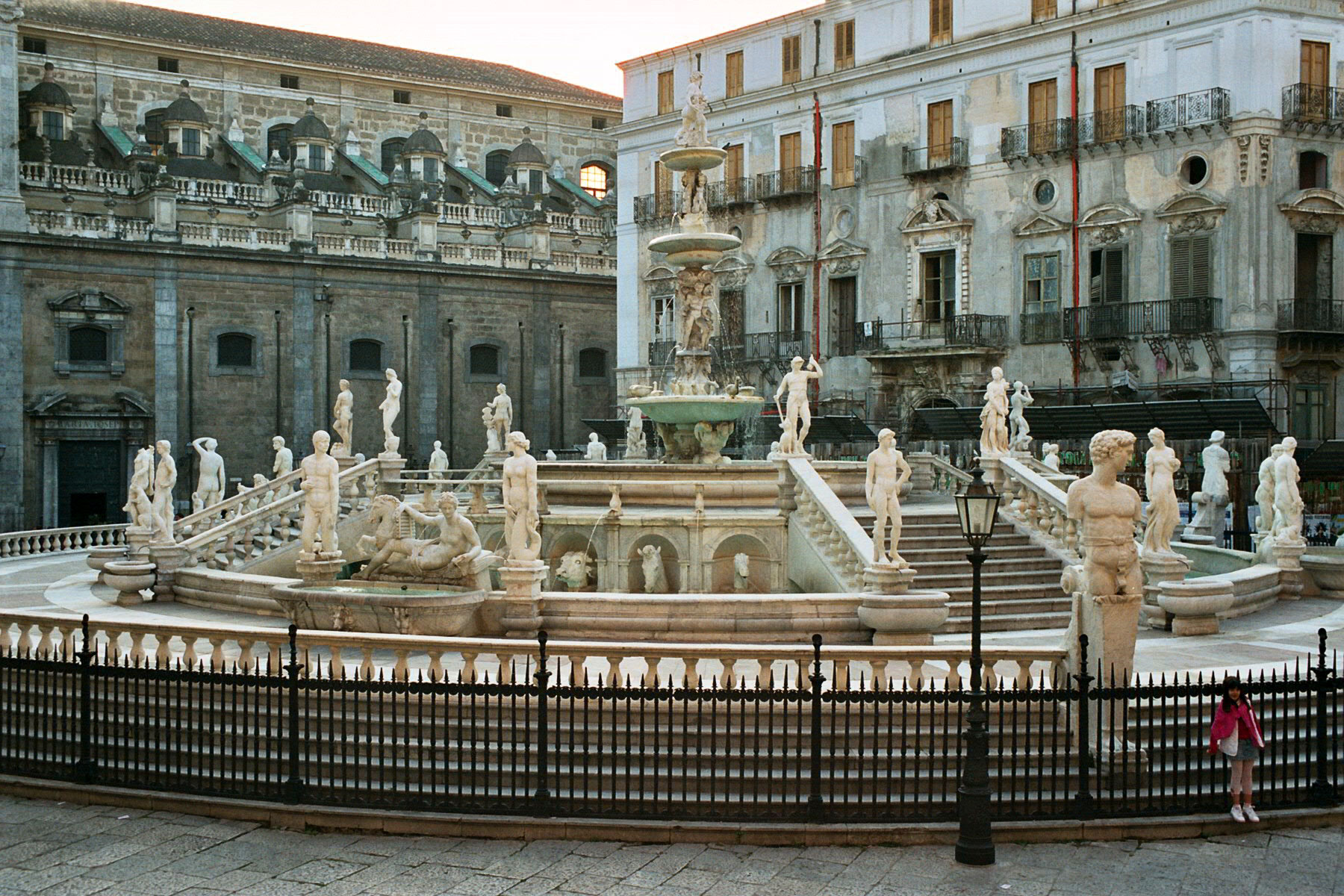
Piazza Pretoria
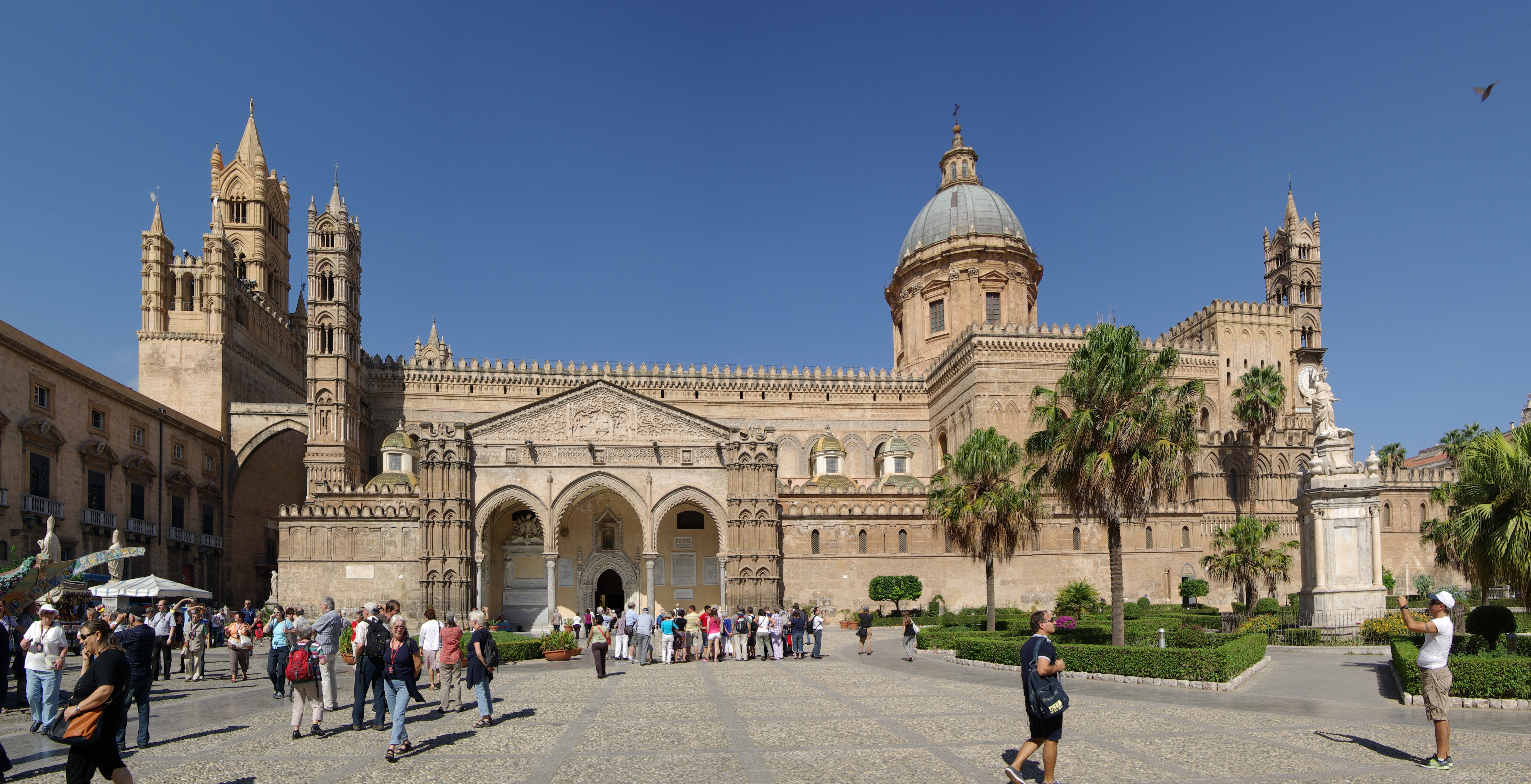
Katedra
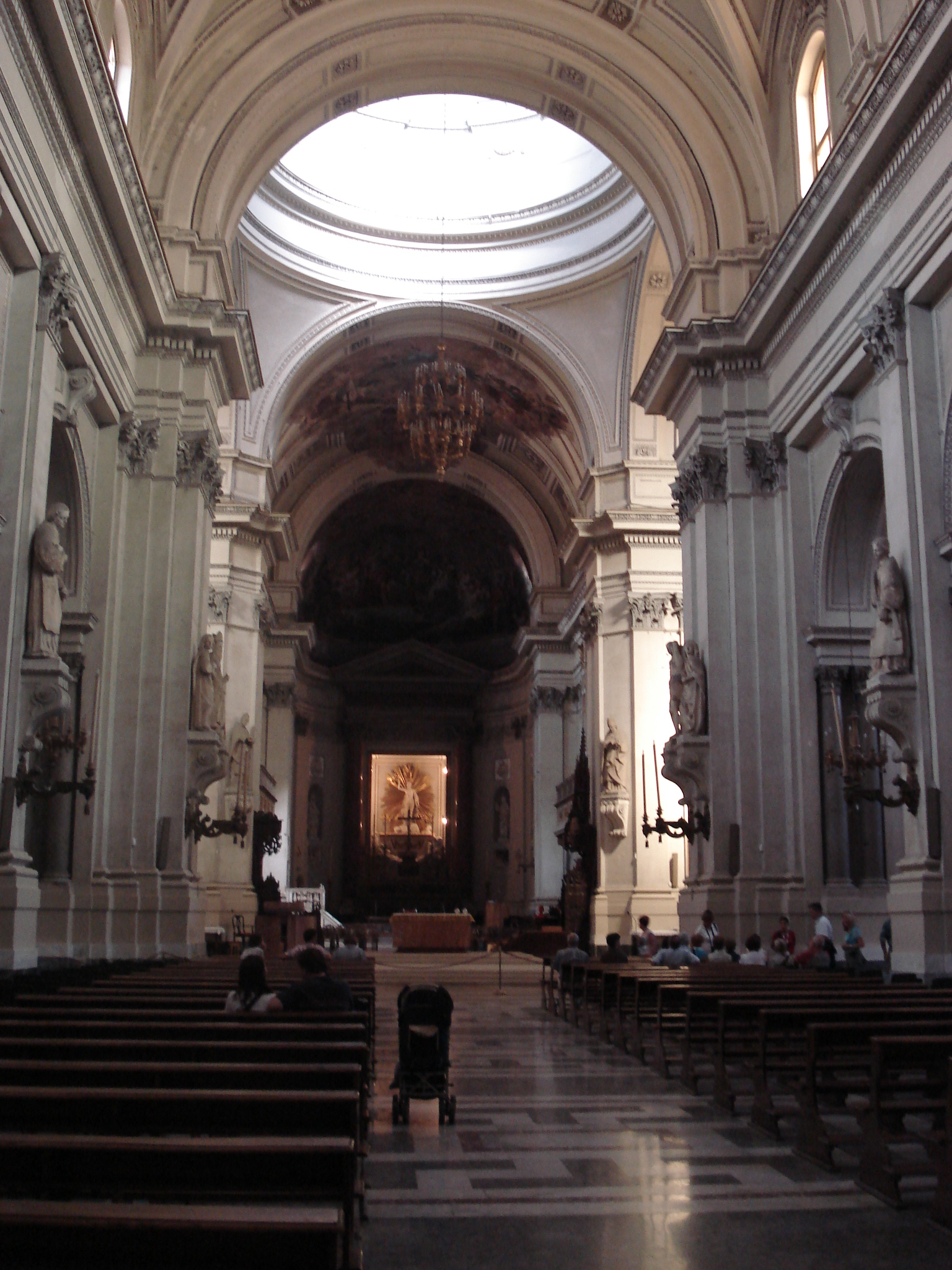
Katedra, wnętrze
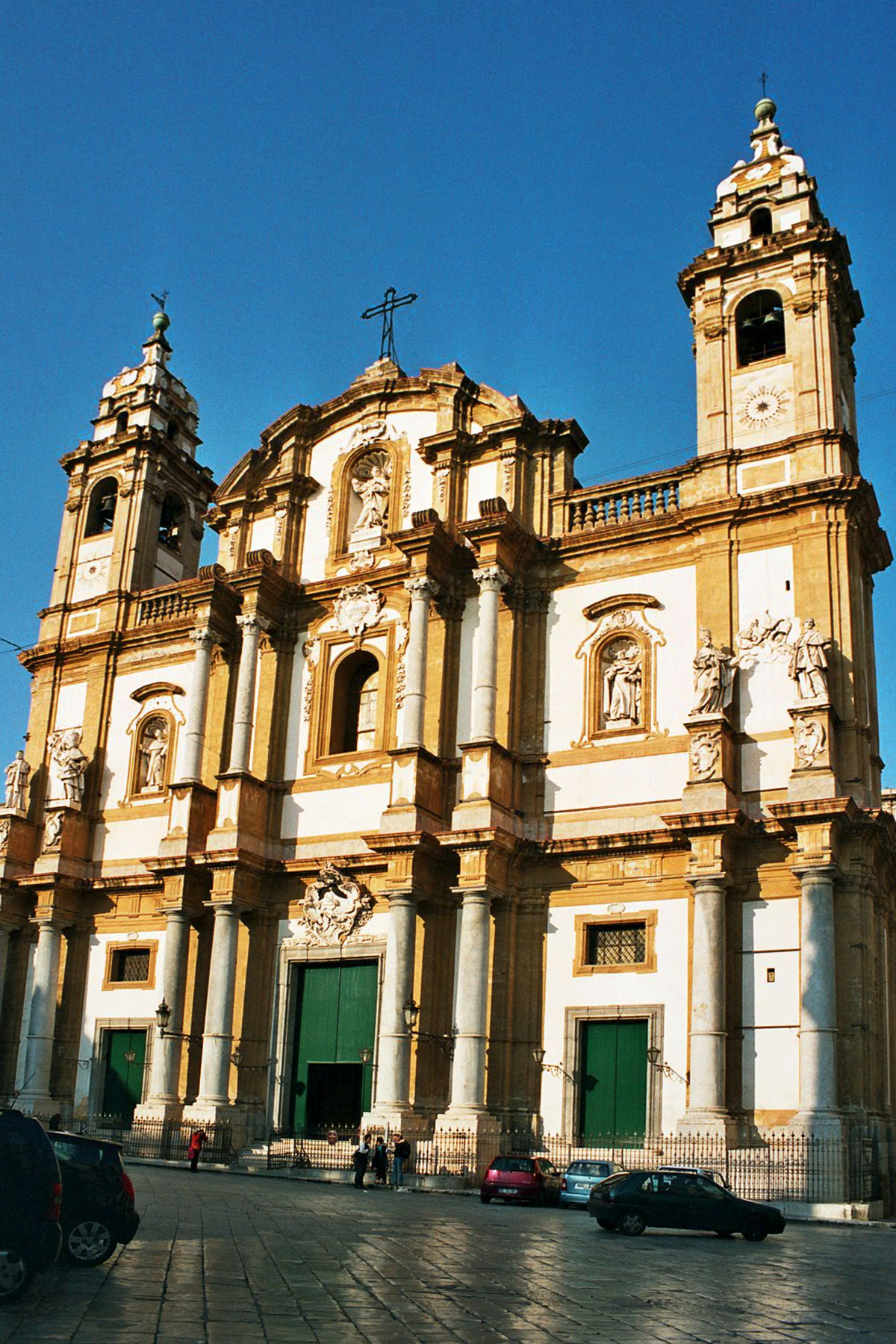
Kościół San Domenico
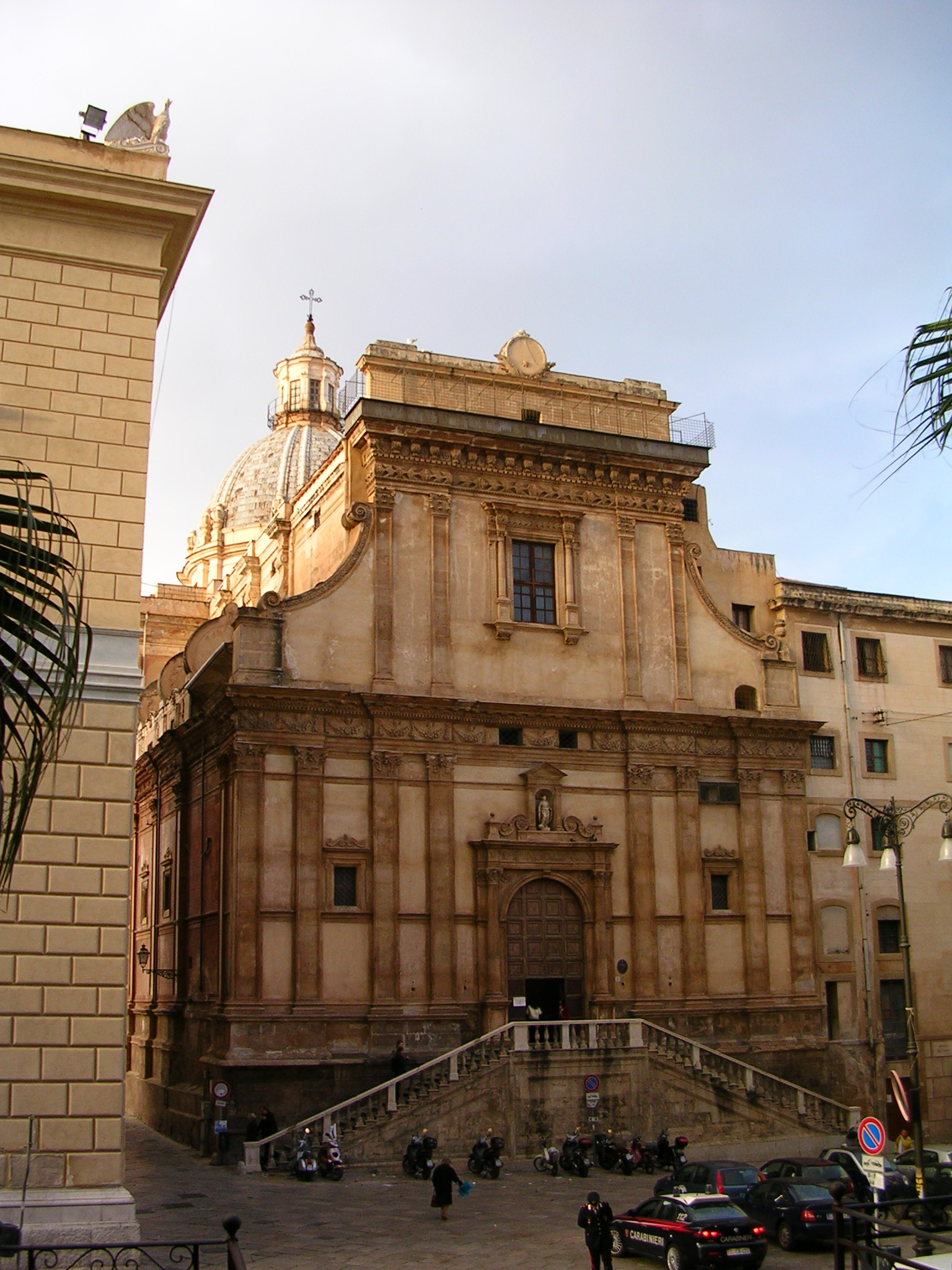
Santa Caterina
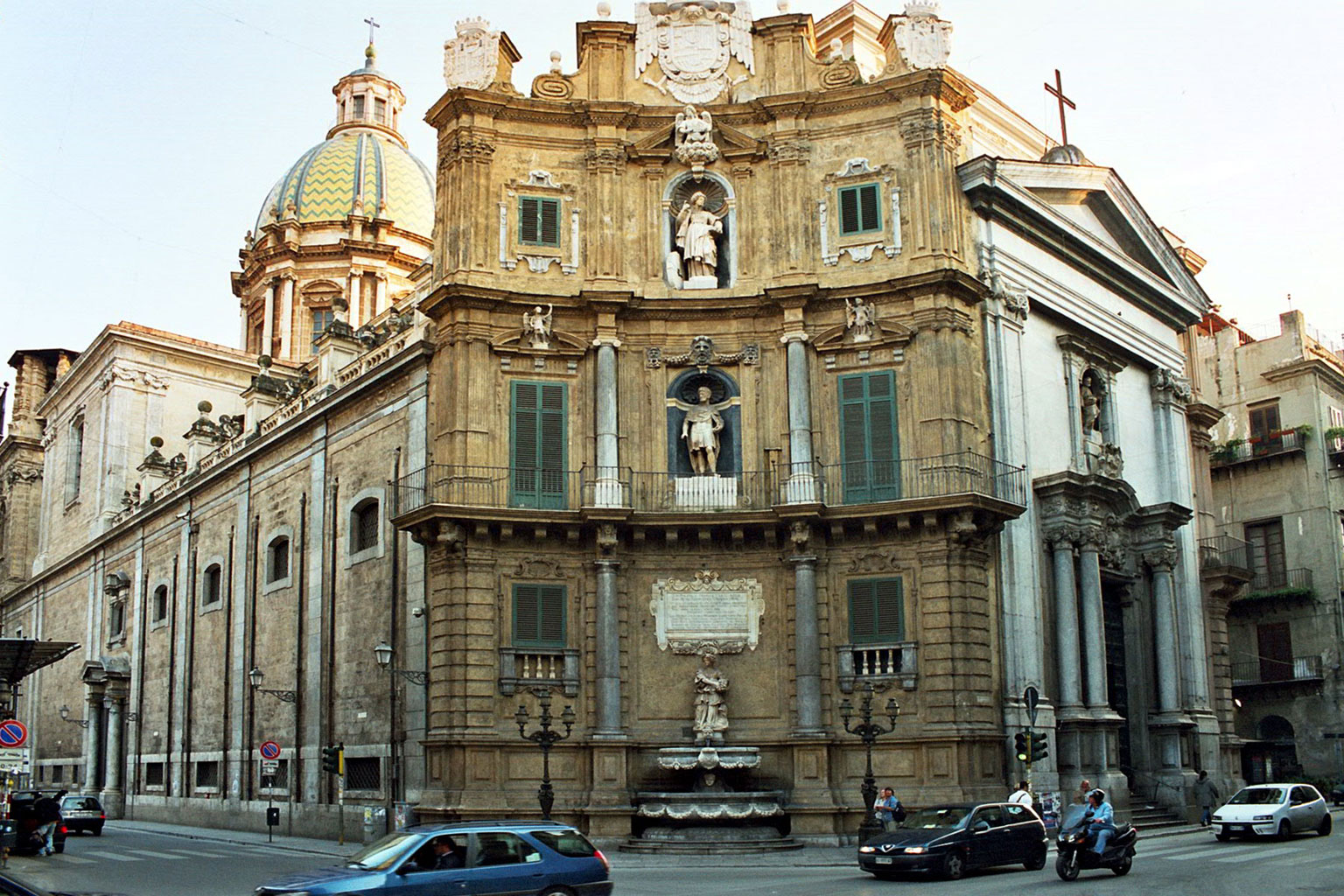
Kościół S. Giuseppe
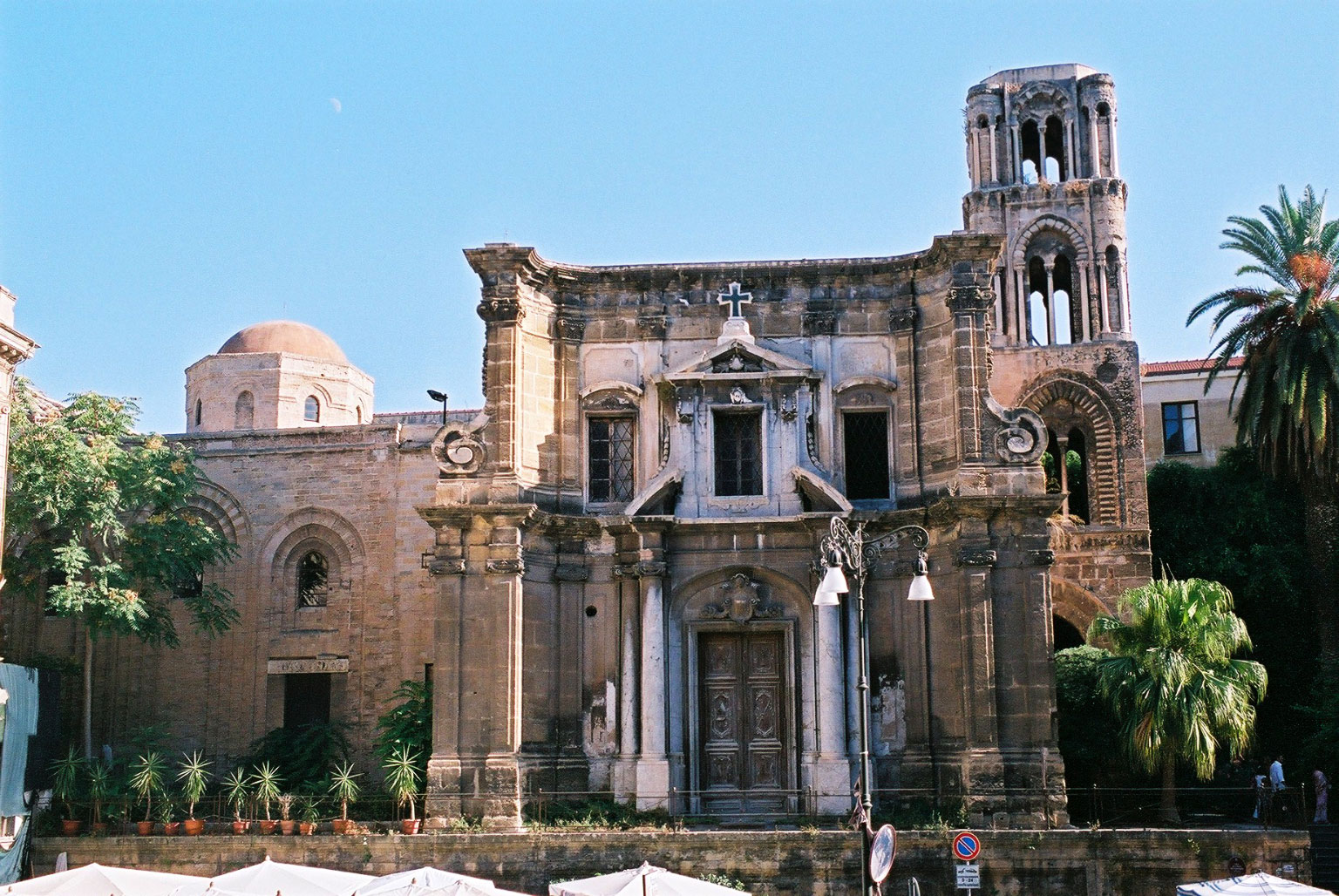
Kościół Santa Maria dell’Ammiraglio (kościół La Martorana)
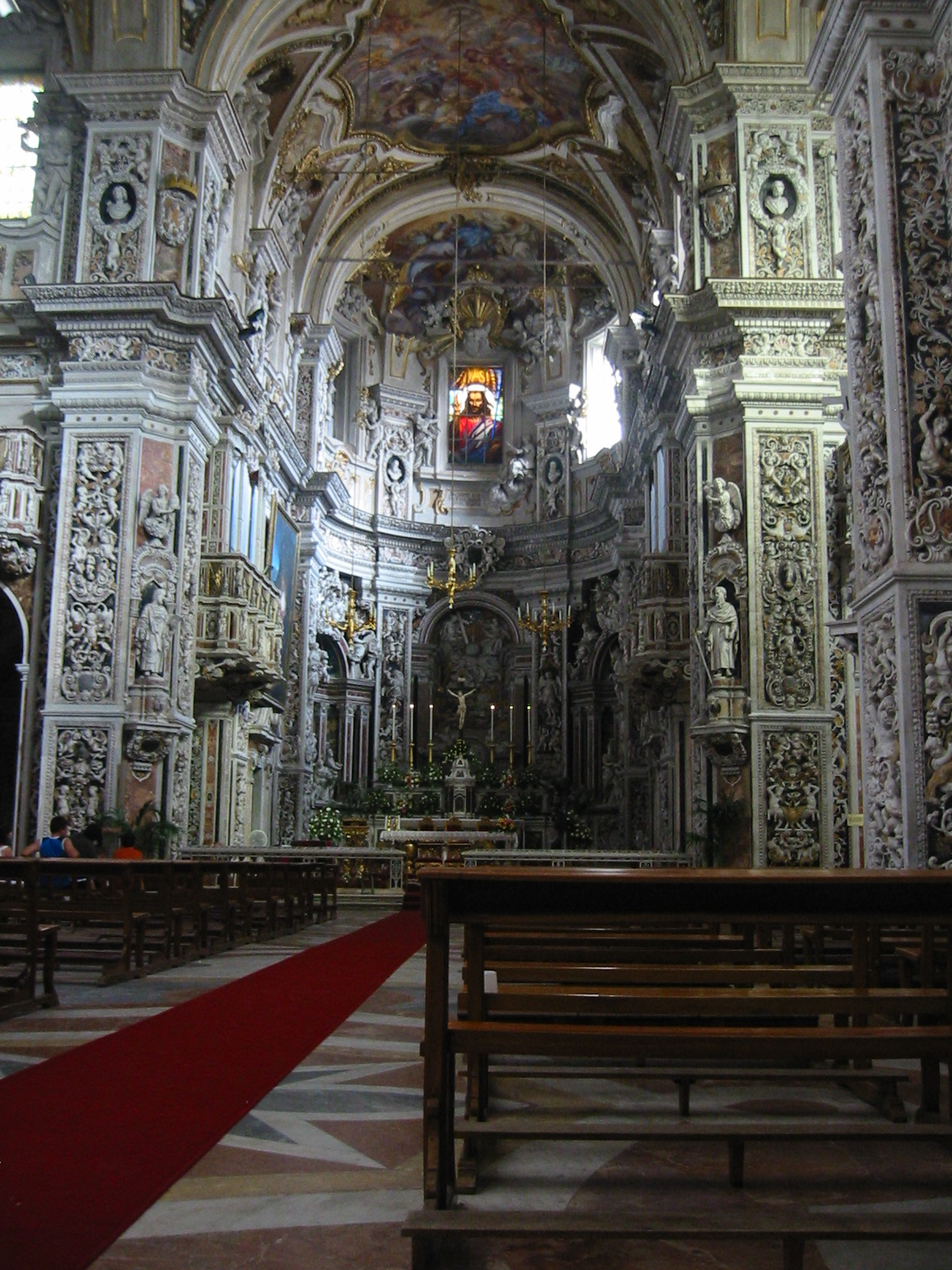
Kościół Jezuitów, barokowe wnętrze